# Ядерна бомба Mark 24
Ядерна бомба Mark 24 — розробка американської термоядерної бомби, заснованої на випробуванні третьої американської термоядерної бомби Кастл Янкі. Бомба Mark 24 була визнана найбільшою за вагою і розміром ядерною бомбою, коли-небудь розгорнутою Сполученими Штатами, з тим самим розміром і вагою, що й ядерна бомба Mark 17, яка використовувала дуже схожу концепцію конструкції, але незбагачений літій.
Термоядерне випробування Castle Yankee було першою бомбою, у якій використовувався збагачений ізотоп літію-6, можливо, до 40% збагачення (попереднє випробування Кастл Бравo використовувало ту саму збагачену комбінацію літію, але не було зброї, тобто не було створено як бомба, що розгортається). Випробуваний пристрій отримав назву конструкції Runt II. Як повідомляється, він був дуже схожий на дизайн Runt, випробуваний у Кастл Ромео, за винятком рівня збагачення палива.
Кастл Янкі продемонстрував потужність 13,5 мегатонн. Потужність зброї Mark 24 передбачалася в 10-15 мегатонн.
Бомба EC24 була обмеженою серією тестового пристрою Кастл Янкі, з 10 виготовленими та складеними до 1954 року. EC24 мав розміри 1,55 на 6,48 м і важив 18,000 кг. EC24 була конструкція бомби, яка працювала виключно на вільному падінні.

## Конструкція
Серійна модель ядерної бомби Mark 24 мала 1,56 на 7,52 м завдовжки, вагою від 18,600-19,100 кг. Була на озброєнні між 1954 і 1956 роками, загалом було випущено 105 одиниць. Mark 24 включав 20 метровий парашут, щоб уповільнити його спуск.
Бомба використовувала ручне введення в польоті (IFI), яке вимагало, щоб член екіпажу повертав ручку, яка вставлялася в отвір у носовій частині бомби. Цей процес вставляв гніздо зброї в вузол імплозії.

## Дивись також
- Конструкція ядерної зброї
- Дизайн Теллера-Улама
- Ядерна бомба Mark 17
- Кастл Янкі